# Bendt Rothe

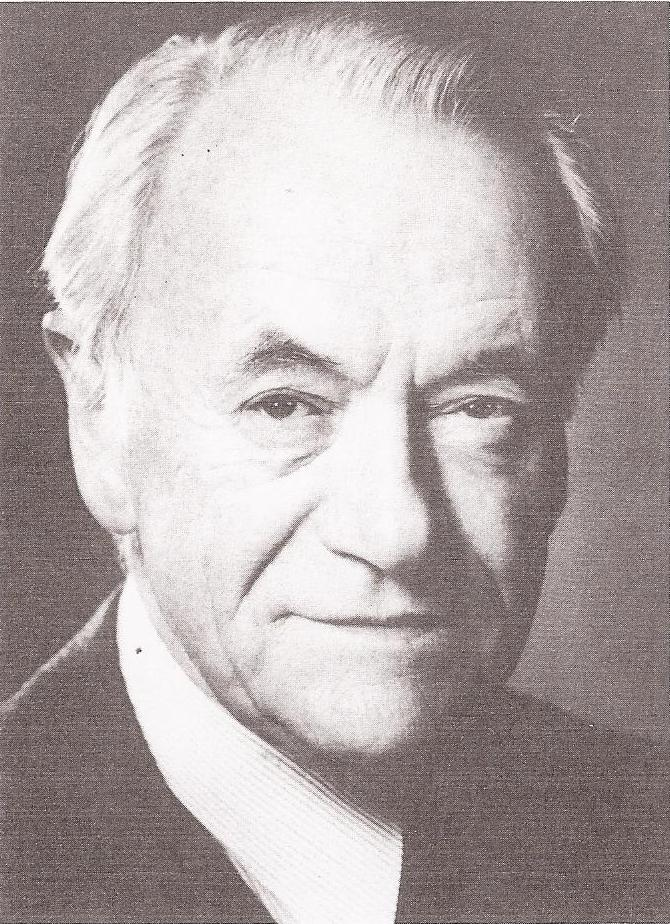
Bendt Rothe, 1988

Bendt Vincentz Christian Rothe (* 9. Mai 1921 in Kopenhagen; † 31. Dezember 1989 ebenda) war ein dänischer Schauspieler, Regisseur und Jurist.

## Leben und Werk
Bendt Rothe wuchs als Sohn des Priesters und Schriftstellers Oluf Rothe (1880–1966) und der Marie Lindhardt (1887–1965) in Kopenhagen auf. 
Nach dem Abitur studierte er zunächst Psychologie und Literatur an der Universität Kopenhagen, brach das Studium aber ab. Danach absolvierte Rothe eine Schauspielausbildung. Fortan war er am Folketeatret engagiert, war im Laufe seiner Karriere aber auch an zahlreichen anderen Theatern in Dänemark tätig. Er inszenierte als Theaterregisseur viele Aufführungen und Theaterstücke. Im Jahr 1947 begann Rothe ein Jura-Studium, das er im Jahr 1955 erfolgreich mit einer Dissertation und mit dem Staatsexamen abschloss. Als Anwalt war er bis 1981 tätig.
Als Schauspieler wirkte Rothe von 1944 bis 1988 in mehr als 70 Film- und Fernsehproduktionen mit, zumeist in Nebenrollen. Er war viele Jahre lang Vorsitzender des dänischen Schauspielerverbandes und Tournee-Manager am Königlichen Theater Kopenhagen.
Als besondere Ehre und Würdigung wurde Bendt Rothe der Dannebrogorden zuerkannt, womit er zum Ritter des 1. Grades ernannt wurde.
Bendt Rothe war in erster Ehe von 1947 bis 1958 mit der Tanzlehrerin Asta Poulsen verheiratet, mit der er zwei Söhne hatte. In zweiter Ehe war er ab 1958 mit der Sekretärin Helle Høug Høumøller verheiratet. Seine dritte Ehefrau war von 1969 bis 1972 die Schauspielerin Vigga Bro (* 1937). In vierter Ehe war er ab 1973 bis zu ihrem Tod im Jahr 1985 mit der Physiotherapeutin Birte Gad verheiratet.
Sein Sohn Henrik Rothe (* 1949) ist ebenfalls als Jurist tätig und Vorsitzender des dänischen See-und-Handelsgerichtshofs.
Bendt Rothe starb am 31. Dezember 1989 im Alter von 68 Jahren an den Folgen eines Herzinfarkts. Seine Grabstätte befindet sich auf dem Mariebjerg-Friedhof in Gentofte.

## Filmografie (Auswahl)
- 1961: Komtessen
- 1962: Rikki und die Männer (Rikki og mændene)
- 1962: Verrat auf Befehl (The Counterfeit Traitor)
- 1964: Gertrud
- 1964: Jungfernstreich (5 mand og Rosa)
- 1967: Der schmucke Arne und Rosa (Smukke-Arne og Rosa)
- 1968: Doktor Glas (Dr. Glas)
- 1968: Angst (Tur i natten)
- 1970: Bella (Tur i natten)
- 1970: Premiere (Tur i natten)
- 1979–1982: Die Leute von Korsbaek (Matador, Fernsehserie)
- 1975: Anna Sophie Hedvig
- 1978: Der Baron (Slægten)
- 1981: Die Olsenbande fliegt über alle Berge (Olsen-banden over alle bjerge)
- 1983: Andorra
- 1984: Privatdetektiv Anthonsen (Anthonsen)
- 1987: Babettes Fest (Babettes gæstebud)